# 345959 Dafeng
345959 Dafeng è un asteroide della fascia principale. Scoperto nel 2007, presenta un'orbita caratterizzata da un semiasse maggiore pari a 2,8050987 au e da un'eccentricità di 0,2507582, inclinata di 8,89336° rispetto all'eclittica.